# Remy (Oise)
Ne doit pas être confondu avec Rémy (Pas-de-Calais).
Pour les articles homonymes, voir Remy (homonymie).
Remy (prononcer [ʁemi] ; nommé également Rémy non officiellement) est une commune française située dans le département de l'Oise en région Hauts-de-France.
Ses habitants sont appelés les Remynois et les Remynoises.

## Géographie

### Description
Remy est située sur le plateau picard, à une distance orthodromique de 9 km de Compiègne, 45 km de Beauvais, 59 km d'Amiens et 70 km de Paris.

### Communes limitrophes
| Francières          | Montmartin | Monchy-Humières Baugy |
| Estrées-Saint-Denis | Remy       | Lachelle              |
| Moyvillers          | Arsy       | Jonquières            |

### Hydrographie

#### Réseau hydrographique
La commune est située dans le bassin Seine-Normandie. Elle est drainée par l'Aronde, le ruisseau Payelle et divers bras de l'Aronde,,.
L'Aronde, d'une longueur de 26 km, prend sa source dans la commune de Montiers et se jette  dans l'Oise (rive gauche) à Clairoix, après avoir traversé 13 communes. Les caractéristiques hydrologiques de l'Aronde sont données par la station hydrologique située sur la commune d'Hémévillers. Le débit moyen mensuel est de 0,594 m3/s. Le débit moyen journalier maximum est de 1,69 m3/s, atteint lors de la crue du 1er mai 2024. Le débit instantané maximal est quant à lui de 1,95 m3/s, atteint le 20 août 2023.

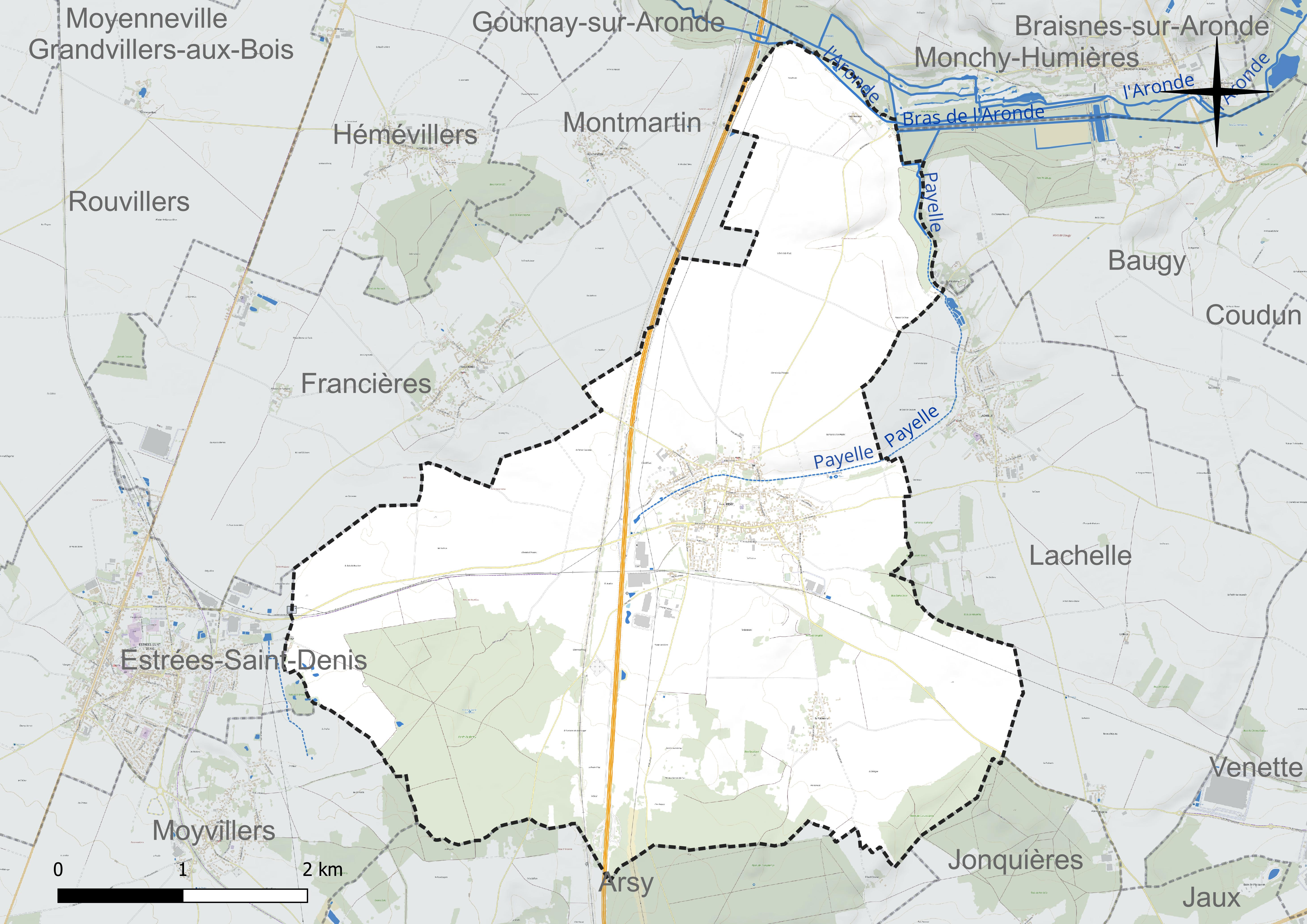
Réseau hydrographique de Remy.

#### Gestion et qualité des eaux
Le territoire communal est couvert par le schéma d'aménagement et de gestion des eaux (SAGE) « Sensée ». Ce document de planification concerne un territoire de 789 km2 de superficie, délimité par trois bassins versants en totalité ou en partie (Aisne, Oise et Aronde). Le périmètre a été arrêté le 16 octobre 2001 et le SAGE proprement dit a été approuvé le 8 juin 2009, puis révisé le 27 novembre 2019. La structure porteuse de l'élaboration et de la mise en œuvre est le syndicat mixte Oise-Aronde.
La qualité des cours d'eau peut être consultée sur un site dédié géré par les agences de l'eau et l'Agence française pour la biodiversité
Le village possède sur son territoire une station d'épuration intercommunale. Elle est en service depuis 2016.

### Climat
Pour des articles plus généraux, voir Climat des Hauts-de-France et Climat de l'Oise.
En 2010, le climat de la commune est de type climat océanique dégradé des plaines du Centre et du Nord, selon une étude du CNRS s'appuyant sur une série de données couvrant la période 1971-2000. En 2020, Météo-France publie une typologie des climats de la France métropolitaine dans laquelle la commune est dans une zone de transition entre le climat océanique et le climat océanique altéré et est dans la région climatique  Nord-est du bassin Parisien, caractérisée par un ensoleillement médiocre, une pluviométrie moyenne régulièrement répartie au cours de l'année et un hiver froid (3 °C).
Pour la période 1971-2000, la température annuelle moyenne est de 10,6 °C, avec une amplitude thermique annuelle de 14,6 °C. Le cumul annuel moyen de précipitations est de 668 mm, avec 10,8 jours de précipitations en janvier et 8,1 jours en juillet. Pour la période 1991-2020, la température moyenne annuelle observée sur la station météorologique la plus proche, située sur la commune de Margny-lès-Compiègne à 8 km à vol d'oiseau, est de 11,2 °C et le cumul annuel moyen de précipitations est de 633,5 mm,. Pour l'avenir, les paramètres climatiques de la commune estimés pour 2050 selon différents scénarios d'émission de gaz à effet de serre sont consultables sur un site dédié publié par Météo-France en novembre 2022.

## Urbanisme

### Typologie
Au 1er janvier 2024, Remy est catégorisée bourg rural, selon la nouvelle grille communale de densité à sept niveaux définie par l'Insee en 2022.
Elle est située hors unité urbaine. Par ailleurs la commune fait partie de l'aire d'attraction de Compiègne, dont elle est une commune de la couronne,. Cette aire, qui regroupe 101 communes, est catégorisée dans les aires de 50 000 à moins de 200 000 habitants,.

### Occupation des sols
L'occupation des sols de la commune, telle qu'elle ressort de la base de données européenne d'occupation biophysique des sols Corine Land Cover (CLC), est marquée par l'importance des territoires agricoles (72,7 % en 2018), en diminution par rapport à 1990 (74,6 %). La répartition détaillée en 2018 est la suivante : 
terres arables (67,8 %), forêts (19,1 %), zones urbanisées (4,4 %), zones industrielles ou commerciales et réseaux de communication (3,7 %), zones agricoles hétérogènes (3 %), prairies (2 %). L'évolution de l'occupation des sols de la commune et de ses infrastructures peut être observée sur les différentes représentations cartographiques du territoire : la carte de Cassini (XVIIIe siècle), la carte d'état-major (1820-1866) et les cartes ou photos aériennes de l'IGN pour la période actuelle (1950 à aujourd'hui). Depuis 2021, des vignes sont plantées dans le village. La première récolte a eu lieu en 2023.

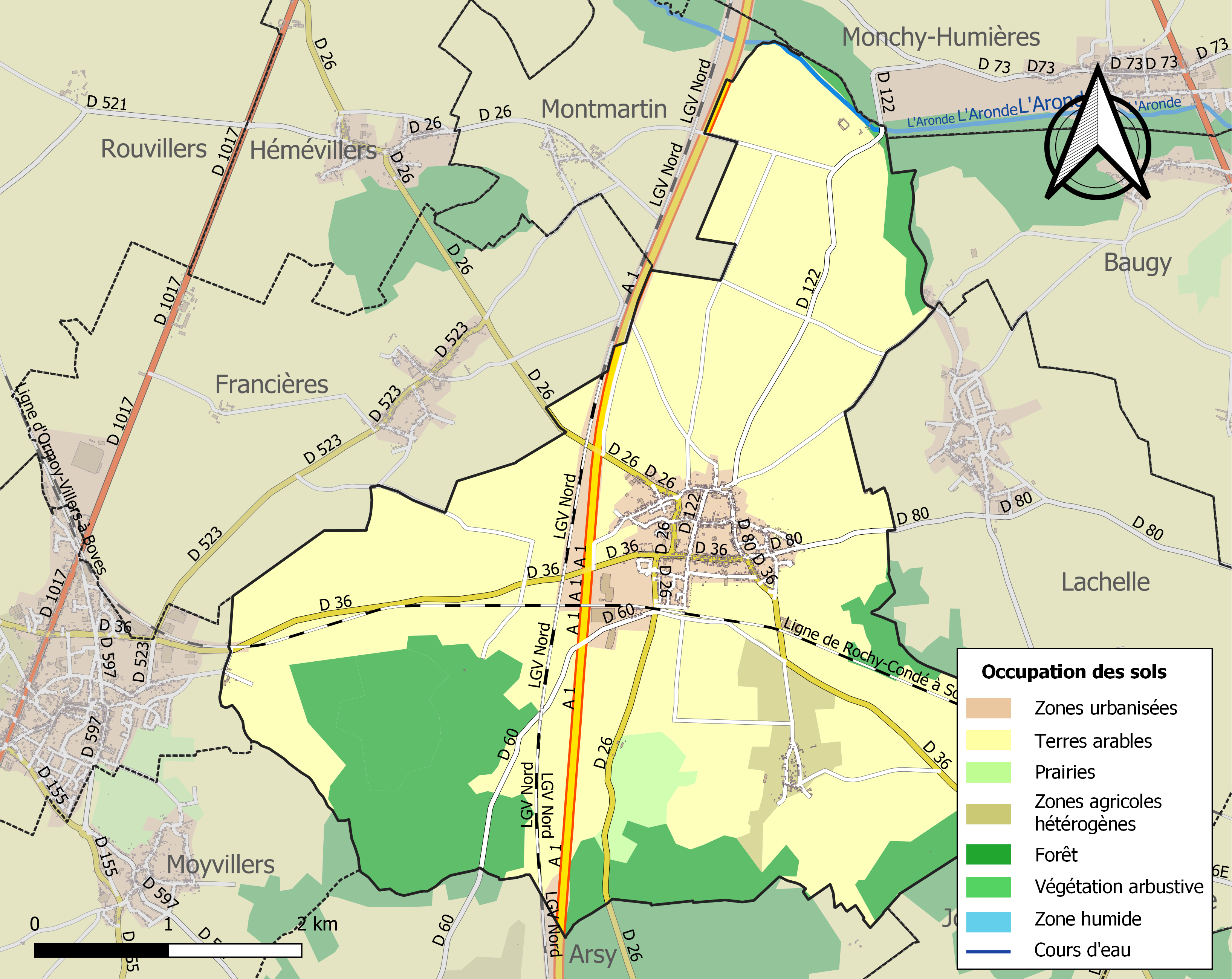
Carte des infrastructures et de l'occupation des sols de la commune en 2018 (CLC).

### Habitat
On retrouve dans le village des maisons en grès calcaire ou en pierre de taille, autrefois extraites des carrières de Lachelle, Grandfresnoy et Jonquières.
Après 1828, à la suite d'un décret du maire, les toits en chaume sont interdits, ainsi que les constructions en brique et en torchis, jugées trop inflammables. C'est alors que la brique se développera et donnera ces maisons typiques du nord de la France.

### Voies de communication et transports
Remy se situe près de l'autoroute du Nord et peut être rejointe par la D 26. Elle est également accessible par les anciennes RN 17 et RN 31 par le biais des RD 26 et RD 36.
La Gare de Remy, située sur la ligne de Rochy-Condé à Soissons, est desservie par des trains TER Hauts-de-France qui effectuent des missions entre les gares d'Amiens et de Compiègne. En 2009, sa fréquentation était de 16 voyageurs par jour.
La commune est desservie, en 2024, par le service Hoplà Le Bus mis en place par la communauté de communes de la Plaine d'Estrées et par les lignes 662, 663, 6301 et 6343 du réseau interurbain de l'Oise.

### Hameaux et lieux-dits
- La Patinerie : Jusqu'au XIXe, il y avait deux hameaux distincts, la Haute et la Basse Patinerie, le premier a disparu.
- Beaumanoir : On a découvert des silex dans ce hameau, ce qui démontre que l'occupation de cet endroit date de la Préhistoire, ce qui s'explique par sa proximité avec l'Aronde (rivière). Le site fut aussi occupé à l'époque gallo-romaine puis franque, là encore, des vestiges ont été découverts (cercueils, armes...). C'est dans ce lieu que naquirent Pierre de Remy, noble qui participa à la bataille de Bouvines, puis sa célèbre descendance, Philippe de Remy et Philippe de Beaumanoir. Au XIXe siècle, la famille Lesguillons y construira un moulin à vent et une féculerie.

- L'Ermitage : Selon Louis Graves s'y trouvait une fontaine dont les eaux pouvaient guérir certaines fièvres.

Autrefois, le hameau d'Aiguisy faisait partie du village. Il est maintenant rattaché à Lachelle. On comptait aussi deux autres lieux dit sur la route d'Estrées-Saint-Denis : Les Balleux et La Gressière. Les deux ont complètement disparu.

### Paysages
La forêt de Rémy, la Garenne et le bois de Pieumelle se trouvent sur le territoire de Remy. Les essences principales sont le hêtre, le bouleau, le chêne et le frêne. Le bois est riche en gibier, notamment des chevreuils.

## Toponymie
L'étymologie de Remy viendrait de Rem Minus qui signifie "petite voie" en latin. Remy est mentionné pour la première fois en 1156 dans un acte du pape Adrien. Les anciens pensent que le toponyme "Remy" vient de "Remis", le village aurait été déplacé à une époque puis "remis" à sa place, ce qui expliquerait l'absence d'accent.
Le nom de la localité est attesté sous les formes de Remin (1156) ; Remeium) (1159) ; de Remeio (1159) ; Remin ; Remiacum (1182) ; de Remino (1207) ; Reminium (1208) ; Remim (1210)Rémy en Beauvaisis (1510), Saint-Rémy (1667).
Remy est un nom de baptême et patronyme, représentant la forme populaire de Remi de Reims (VIe siecle), qui baptisa Clovis, avec qui se sont confondus quelques saints moins connus (VIIIe-IXe siecles) du nom de Remedius, surnoms latins.

## Histoire

### Préhistoire et Antiquité.
Si l'on trouve des traces d'occupation pendant la Préhistoire et l'époque gauloise, en témoigne les nombreuses trouvailles au XIXe siècle  (un four en silex, diverses haches et vases), Remy se développe à l'époque romaine. Il a été récemment trouvé par vue aérienne des restes d'une nécropole, d'une villa romaine ainsi que des restes d'un possible théâtre antique, attestant l'activité du village à cette époque. Trois voies romaines traversaient Remy. Les romains n'étaient pas installés précisément dans le Remy actuel mais entre celui-ci et la Forêt, au nord du village actuel. Le docteur Vannacque a trouvé à cet endroit les vestiges d'une enceinte elliptique. Lors de la fouille, des pièces (notamment un Jules César en or) furent trouvés, ainsi que des poteries. Plus loin, vers Notre-Dame, des tuiles et poteries ont été trouvées.

### Moyen-âge et Renaissance.
Il est fait pour la première fois mention de Rémy, dans des actes de 1156 et 1162 du pape Adrien.En 1245, Remy est laissé à Saint Louis par Gautier de Chatillon, sire de Saint Agnan. Le comté dont le village fait partie fut légué à son cinquième fils, Robert. Un fort fut alors construit dans le village. Il fut pris par les anglais en 1358 et 1429 et définitivement reconquit par le Maréchal de Boussac. En 1358, des rémynois dont Jean Biquet était le chef participent à une  Jacquerie nommées Les Effrois. En 1588, pendant les guerres de religion, Charles d'Humières attaqua le fort. Il fit pendre nombre de vaincus et mit le bourg à sac . Le village disposait à cette époque d'un château, lieu de justice et utile pour se défendre des invasions diverses, d'une maladrerie, d'un marché et organisait diverses foires. Des lombards s'y installèrent à cette époque, ce qui donne un nom de rue au village. Remy atteignit au XIVe siècle les 1700 habitants, mais à la suite des guerres successives ( Guerre de Cent Ans, Guerres de Religion (France)  et Guerre de Trente Ans  ) et des épidémies diverses comme la Peste noire, sa population descendit à 700 avant la Révolution française.

### XVIIe et XVIIIe siècles.
Le village est la proie de divers assauts lors de la Guerre de Trente Ans du fait de sa proximité avec la frontière puis la Fronde. Les habitants sont contraints de fuir plusieurs fois le village, soit en se réfugiant à Compiègne ou Margny-lès-Compiègne, soit en empruntant les tunnels qui vont du château à Beaumanoir ou encore tout simplement en fuyant dans les nombreux bois environnants. On note quelquefois que les villageois se réfugiaient dans l'église.
La Révolution française est agitée à Remy. Elle donne un député à la Convention nationale, François-Louis Bourdon. De nombreux règlements de comptes ont lieu lors de cette période trouble. L'église est quant à elle saccagée en 1794.

### XIXe et XXe siècles.
Le village connu de nouveau la croissance avec le développement de la ligne de chemin de fer Soissons-Rochy-Condé. Deux briqueteries virent notamment le jour, l'une dans le village et l'autre dans le hameau de la Patinerie, ainsi que deux féculeries, au Clos-Bourdon et dans le hameau de Beaumanoir, une sucrerie et une fabrique de siamoise. En 1871, les Prussiens occupèrent le village .
En 1914, le village fut de nouveau brièvement occupé par les allemands. Le 26 janvier 1917, Georges Guynemer gagne sa trentième victoire au-dessus de Remy. A la fin de la Première guerre mondiale, le village de Remy, situé à quelques kilomètres du front (voir Bataille du Matz) reçoit la croix de guerre.
En 1940, l'aviateur Jean Lacombe, capitaine et chef de l’escadrille V du Groupe de Chasse III/7, est abattu au-dessus du village . Le village est évacué le 7 juin et pris quelques jours après, malgré la résistance de soldats français, retranchés dans le cimetière. Une Kommandantur est présente dans le village. En 1944, un train allemand explose en gare de Remy après une attaque aérienne sur un train de nitroglycérine. Cette explosion coûte la vie à un jeune homme du village, Denis Coupelle, et au pilote de l'avion Houston Lee Braly Junior. La dépouille de ce dernier fut cachée pour qu'elle ne tombe pas aux mains des allemands. La déflagration fut si forte qu'elle brisa les vitraux de l'église, pourtant distante de plus d'un kilomètre. La gare et son quartier furent rasés (voir Gare de Remy ). Le village recevra la médaille militaire 39-45. Ce n'est que 55 ans plus tard que les vitraux furent restaurés, quand à la suite du cinquantenaire, Roy Blaha, qui participa au raid de la gare et touché par la bienveillance des rémynois pour son ami pilote, lança une cagnotte et récolta 200 000 dollars. Cet argent permit de restaurer les vitraux, inaugurés en 2000 .

## Politique et administration

### Rattachements administratifs et électoraux

#### Rattachements administratifs
La commune se trouve  dans l'arrondissement de Compiègne du département de l'Oise (département).
Elle faisait partie depuis 1802 du canton d'Estrées-Saint-Denis. Dans le cadre du redécoupage cantonal de 2014 en France, cette circonscription administrative territoriale a disparu, et le canton n'est plus qu'une circonscription électorale.

#### Rattachements électoraux
Pour les élections départementales, la commune fait partie depuis 2014 d'un nouveau  canton d'Estrées-Saint-Denis
Pour l'élection des députés, elle fait partie de la cinquième circonscription de l'Oise.

### Intercommunalité
Remy est membre de la communauté de communes de la Plaine d'Estrées, un établissement public de coopération intercommunale (EPCI) à fiscalité propre créé en 1997et auquel la commune a transféré un certain nombre de ses compétences, dans les conditions déterminées par le code général des collectivités territoriales.

### Liste des maires
| Période                                  | Période                       | Identité       | Étiquette | Qualité                                                                  |
| ---------------------------------------- | ----------------------------- | -------------- | --------- | ------------------------------------------------------------------------ |
| Les données manquantes sont à compléter. |                               |                |           |                                                                          |
| 1977                                     | 1995                          | Michel Campion |           |                                                                          |
| Les données manquantes sont à compléter. |                               |                |           |                                                                          |
| 1995                                     | 4 septembre 2012              | Denis Panse    |           | Démissionnaire                                                           |
| octobre 2012                             | En cours (au 2 décembre 2020) | Sophie Mercier |           | Présidente de la Communauté de communes Réélue pour le mandat 2020-2026, |

### Politique de développement durable
Dans le cadre de la mise en œuvre du programme régional « un million d'arbres en Hauts-de-France » , la municipalité a fait planter 500 arbres fin 2020 afin de renforcer la biodiversité,  sur une parcelle proche de la gare, destinée à devenir une zone de balade et de cueillette.
La commune est labelisée APIcité une abeille depuis 2023.

## Population et société

### Démographie

#### Évolution démographique
L'évolution du nombre d'habitants est connue à travers les recensements de la population effectués dans la commune depuis 1793. Pour les communes de moins de 10 000 habitants, une enquête de recensement portant sur toute la population est réalisée tous les cinq ans, les populations de référence des années intermédiaires étant quant à elles estimées par interpolation ou extrapolation. Pour la commune, le premier recensement exhaustif entrant dans le cadre du nouveau dispositif a été réalisé en 2008.

En 2022, la commune comptait 1 957 habitants, en évolution de +9,27 % par rapport à 2016 (Oise : +0,87 %, France hors Mayotte : +2,11 %).
| 1793 | 1800 | 1806 | 1821 | 1831 | 1836 | 1841 | 1846 | 1851 |
| ---- | ---- | ---- | ---- | ---- | ---- | ---- | ---- | ---- |
| 715  | 781  | 804  | 772  | 810  | 816  | 802  | 829  | 864  |

| 1856 | 1861 | 1866 | 1872 | 1876 | 1881  | 1886  | 1891  | 1896  |
| ---- | ---- | ---- | ---- | ---- | ----- | ----- | ----- | ----- |
| 920  | 924  | 928  | 974  | 978  | 1 013 | 1 057 | 1 072 | 1 005 |

| 1901 | 1906 | 1911 | 1921 | 1926  | 1931  | 1936 | 1946 | 1954 |
| ---- | ---- | ---- | ---- | ----- | ----- | ---- | ---- | ---- |
| 938  | 922  | 919  | 939  | 1 026 | 1 035 | 907  | 936  | 983  |

| 1962  | 1968  | 1975  | 1982  | 1990  | 1999  | 2006  | 2008  | 2013  |
| ----- | ----- | ----- | ----- | ----- | ----- | ----- | ----- | ----- |
| 1 041 | 1 128 | 1 191 | 1 166 | 1 783 | 1 852 | 1 766 | 1 746 | 1 763 |

| 2018  | 2022  | - | - | - | - | - | - | - |
| ----- | ----- | - | - | - | - | - | - | - |
| 1 881 | 1 957 | - | - | - | - | - | - | - |

#### Pyramide des âges
La population de la commune est relativement jeune.
En 2018, le taux de personnes d'un âge inférieur à 30 ans s'élève à 37,0 %, soit en dessous de la moyenne départementale (37,3 %). À l'inverse, le taux de personnes d'âge supérieur à 60 ans est de 21,9 % la même année, alors qu'il est de 22,8 % au niveau départemental.
En 2018, la commune comptait 935 hommes pour 946 femmes, soit un taux de 50,29 % de femmes, légèrement inférieur au taux départemental (51,11 %).
Les pyramides des âges de la commune et du département s'établissent comme suit.
| Hommes | Classe d’âge | Femmes |
| ------ | ------------ | ------ |
| 0,5    | 90 ou +      | 1,2    |
| 4,3    | 75-89 ans    | 7,0    |
| 16,0   | 60-74 ans    | 14,7   |
| 21,7   | 45-59 ans    | 22,1   |
| 18,5   | 30-44 ans    | 20,1   |
| 18,0   | 15-29 ans    | 14,6   |
| 21,0   | 0-14 ans     | 20,4   |

| Hommes | Classe d’âge | Femmes |
| ------ | ------------ | ------ |
| 0,5    | 90 ou +      | 1,4    |
| 5,5    | 75-89 ans    | 7,6    |
| 15,6   | 60-74 ans    | 16,3   |
| 20,8   | 45-59 ans    | 20     |
| 19,4   | 30-44 ans    | 19,4   |
| 17,6   | 15-29 ans    | 16,2   |
| 20,6   | 0-14 ans     | 19,1   |

### Sports
- Es Remy[53] : Club de football créé en 1942. Le stade communal porte le nom de Michel Vasquez, président du club de foot de Rémy depuis 1990[54].
- Twirling sport Remy[55] : club de twirling bâton créé en 1999.
- Compagnie d'arc Remy : La plus vieille association du village. On en fait déjà mention en 1636. On lui doit l'organisation de l'évènement du  Bouquet provincial en 1825, 1875, 1935, 1963 et 1992.
- Futsal loisir Remy[56] : club loisir créé en 2023.
- Tennis club de Remy[57] : club fondé en 1984.
- Remy Badmindton : club de loisir créé en 2024.
- AJS Remy[58] : Club de basket qui renaît en 2023 .

### Équipements sportifs
- Salle multisports La Couture.
- Stade Michel Vasquez.
- Terrains couverts et extérieurs de tennis.

### Autres services publics
La commune dispose d'un bureau de poste construit en 1889.

### Éducation
- École maternelle La Payelle.
- École Philippe de Beaumanoir.
- Le village a un centre de loisir géré par Familles rurales et une bibliothèque.

La première école du village fut créée en 1700 par Antoine Beaugrand, natif du village. L'école des garçons se trouvait dans la mairie actuelle et celle des filles dans l'actuelle école maternelle, qui était , avant 1870, le presbytère du village. C'est l'abbé Deligny, qui, de son propre chef, quitta le lieu pour construire un presbytère à ses frais derrière l'église. Les enfants furent regroupés au XXe siècle à la mairie. C'est en 1987 que fut construite l'école Philippe de Beaumanoir .

### Santé
Le village dispose de :
- Deux cabinets de médecins
- Un cabinet de kinésithérapeutes.
- Un cabinet d'étiopathe.
- Un cabinet d'infirmière.
- Une pharmacie.
- Un cabinet de podologues.

## Économie
Le village dispose d'une zone d'activité économique appelée "La briqueterie", en référence à l'ancienne briqueterie Bohy présente sur ce lieu. On y trouve :
- l’entreprise Mewa spécialisée dans les vêtements de travail et les lavettes d’essuyage industriel,
- la société Pihen spécialisée dans le transport et la logistique,
- un garage automobile Renault,
- l’entreprise de téléphonie ebestPro.

Le village possède  en outre d'une boulangerie, une épicerie, un restaurant bar-tabac et un coiffeur.

## Culture locale et patrimoine

### Lieux et monuments
Remy compte un monument historique sur son territoire :
- Église Saint-Denis, rue de l'Église (classée monument historique par arrêté du 5 février 1920[61]) : C'est un vaste édifice de style gothique flamboyant et Renaissance, qui se substitue à un édifice plus ancien du début du XIIIe siècle, dont certains éléments subsistent, notamment les murs d'extrémité de l'ancien transept. Assez marquant pour le paysage est le clocher-porche du XVIe siècle haut de 35 m, dont les principaux éléments stylistiques, réseaux des baies de l'étage de beffroi, balustrade et flèche, sont des aménagements des années 1861 / 1873. Il y a, surtout à l'extérieur, une nette séparation entre nef des fidèles et chœur liturgique. Les murs gouttereaux des bas-côtés, un peu rustiques et de faible hauteur, sont en fort contraste avec l'élégance et la hauteur des parties orientales, et le raffinement de son décor Renaissance. À l'intérieur, le style flamboyant prévaut, et les différences entre nef et chœur sont moindres. Ils sont surtout de la même hauteur et de la même largeur. Cependant, les voûtes de la nef et de son bas-côté sud datent seulement du XIXe siècle, et sont dénuées d'intérêt artistique. Seul le bas-côté nord conserve son beau plafond lambrissé du XVIe siècle. Plus impressionnant est le double transept, qui forme un ensemble homogène avec l'abside à pans coupés, et est assez unique dans son genre en raison du type de piliers à huit ondulations et autant d'arêtes, et des frises Renaissance en guise de chapiteaux. Tout en puisant ses sources dans l'architecture antique, ils ne reproduisent pour autant aucun des ordres classiques. L'on peut seulement déplorer le manque de soin apporté à certains éléments de la modénature. Exceptionnelle pour une église rurale, qui n'a jamais été que simple église paroissiale, l'église Saint-Denis offre aussi un mobilier riche et varié, avec notamment un ensemble de vingt-six stalles du milieu du XVIe siècle, et neuf verrières de l'abbé Deligny. Curé de Remy de 1863 à 1883, il s'était improvisé vitrailliste dès son premier ministère à Jonquières, et laisse une œuvre à la marge des conventions, préfigurant l'Art nouveau[62]. Les vitraux seront soufflés par l'explosion d'un train de munitions en 1944. Dans les années 90, l'un des deux pilotes ayant détruit le train récoltera des fonds (près d'un million de francs) pour que l'église dispose de nouveaux vitraux, inaugurés en 2000[63].

L'église
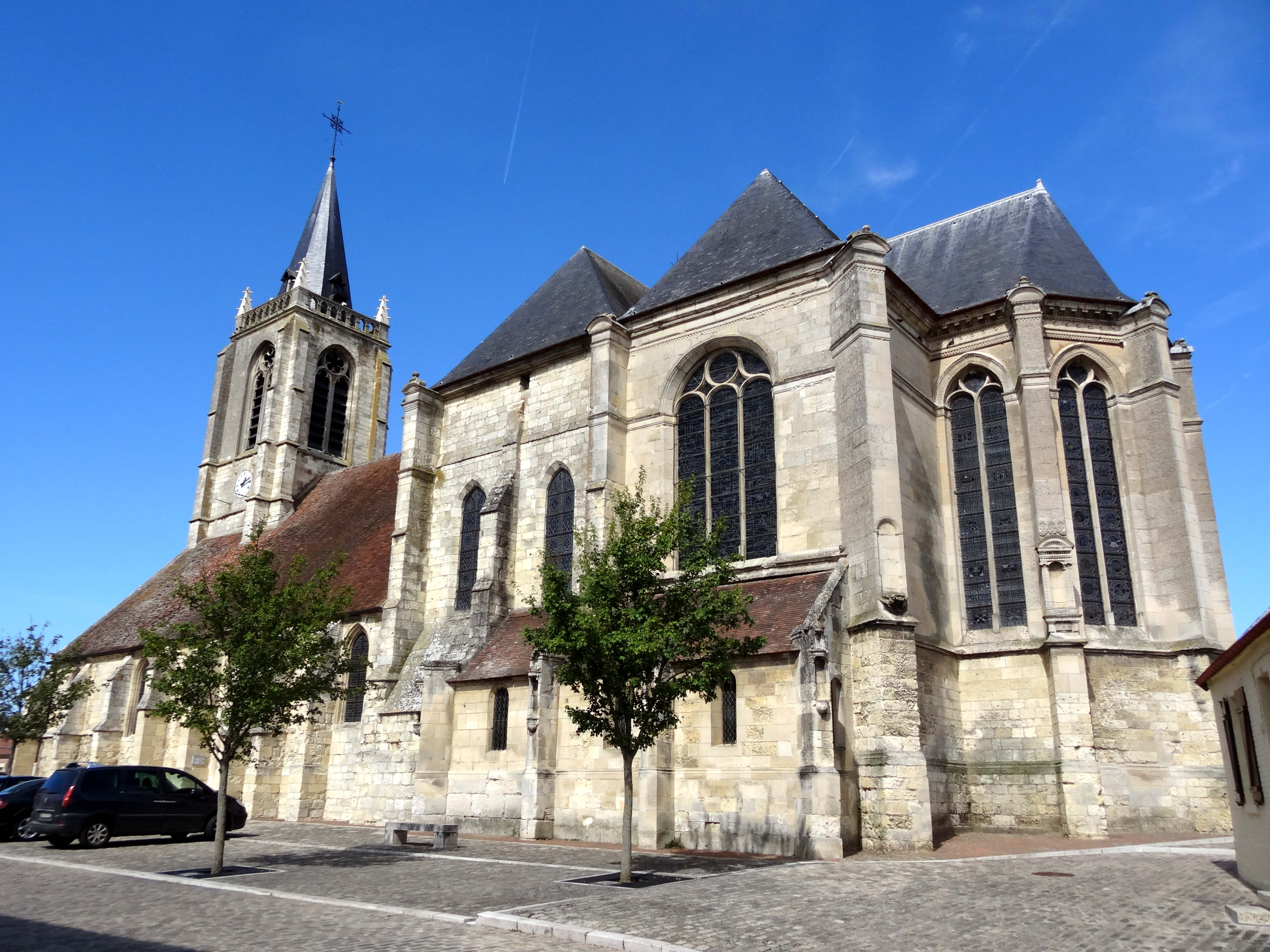
Vue générale depuis le sud-est.
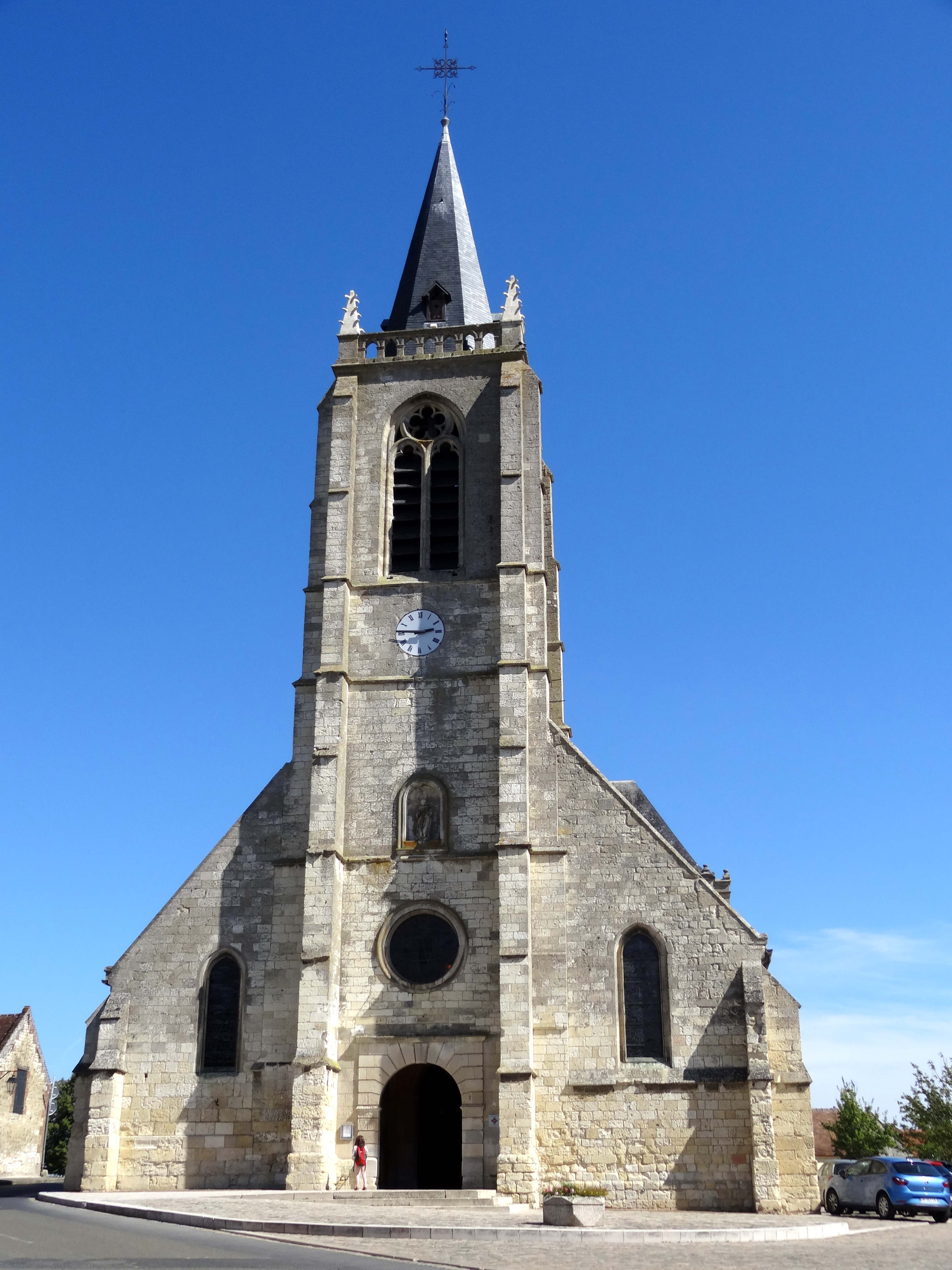
Façade occidentale
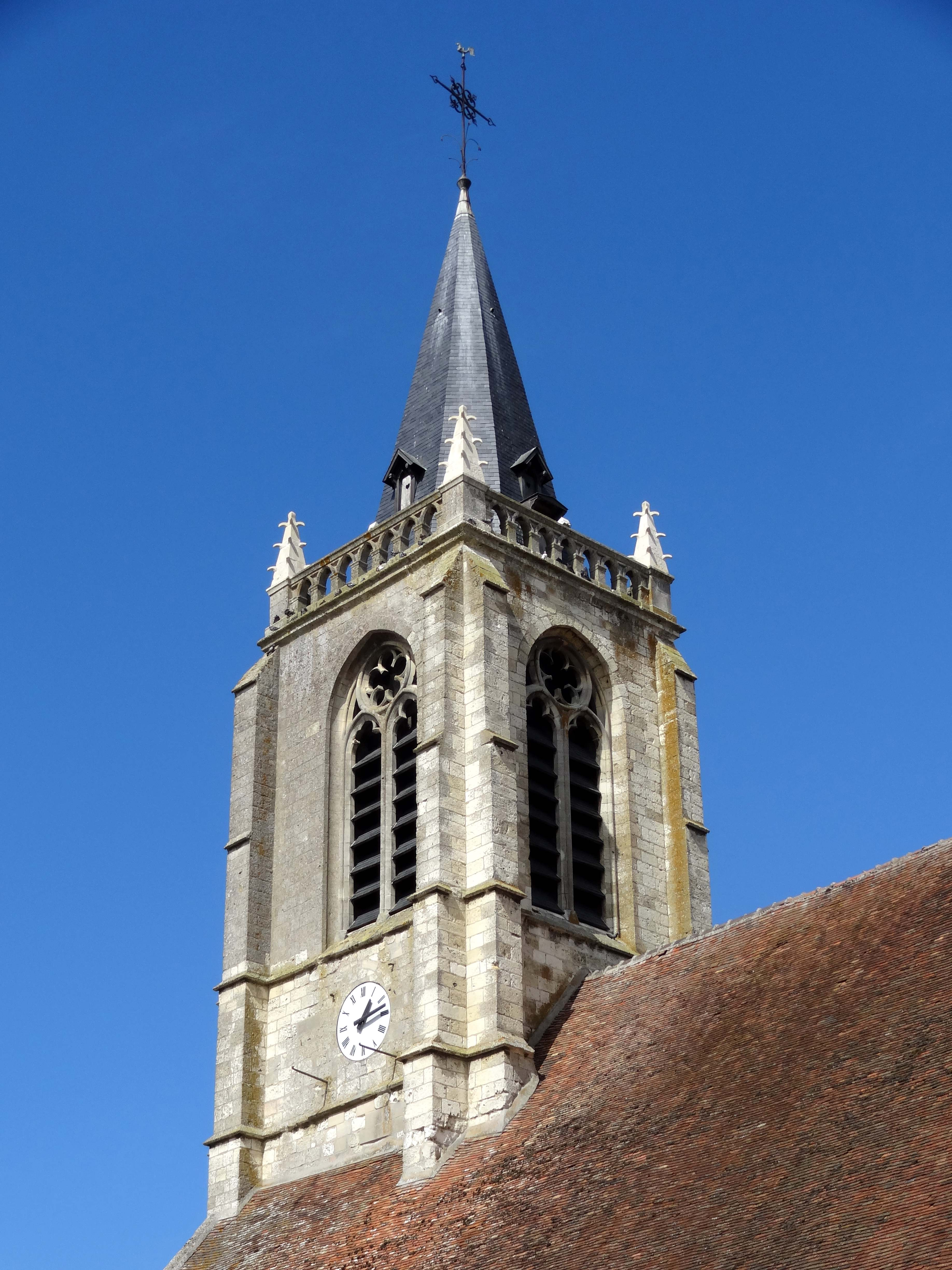
Détail du clocher
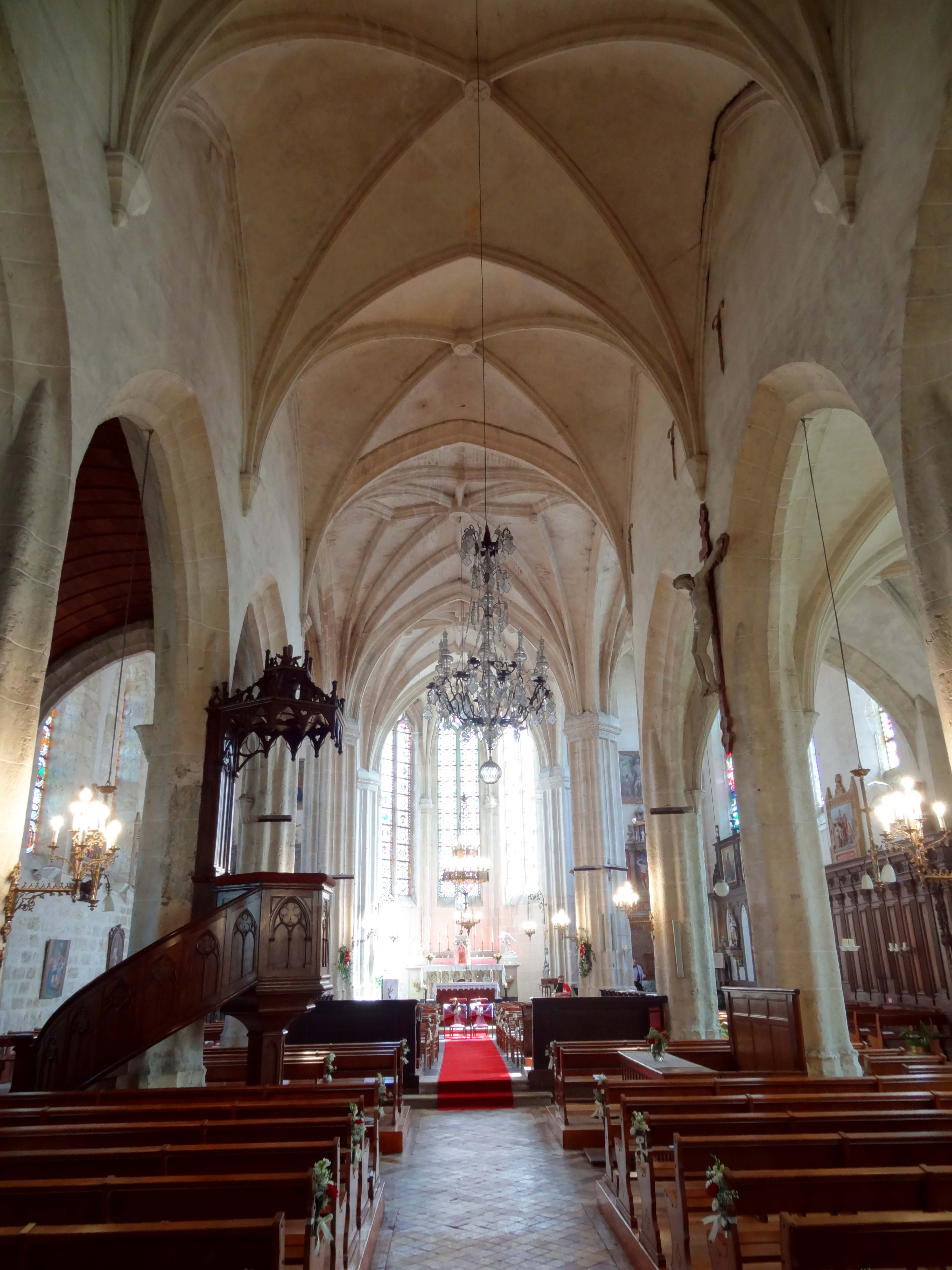
La nef
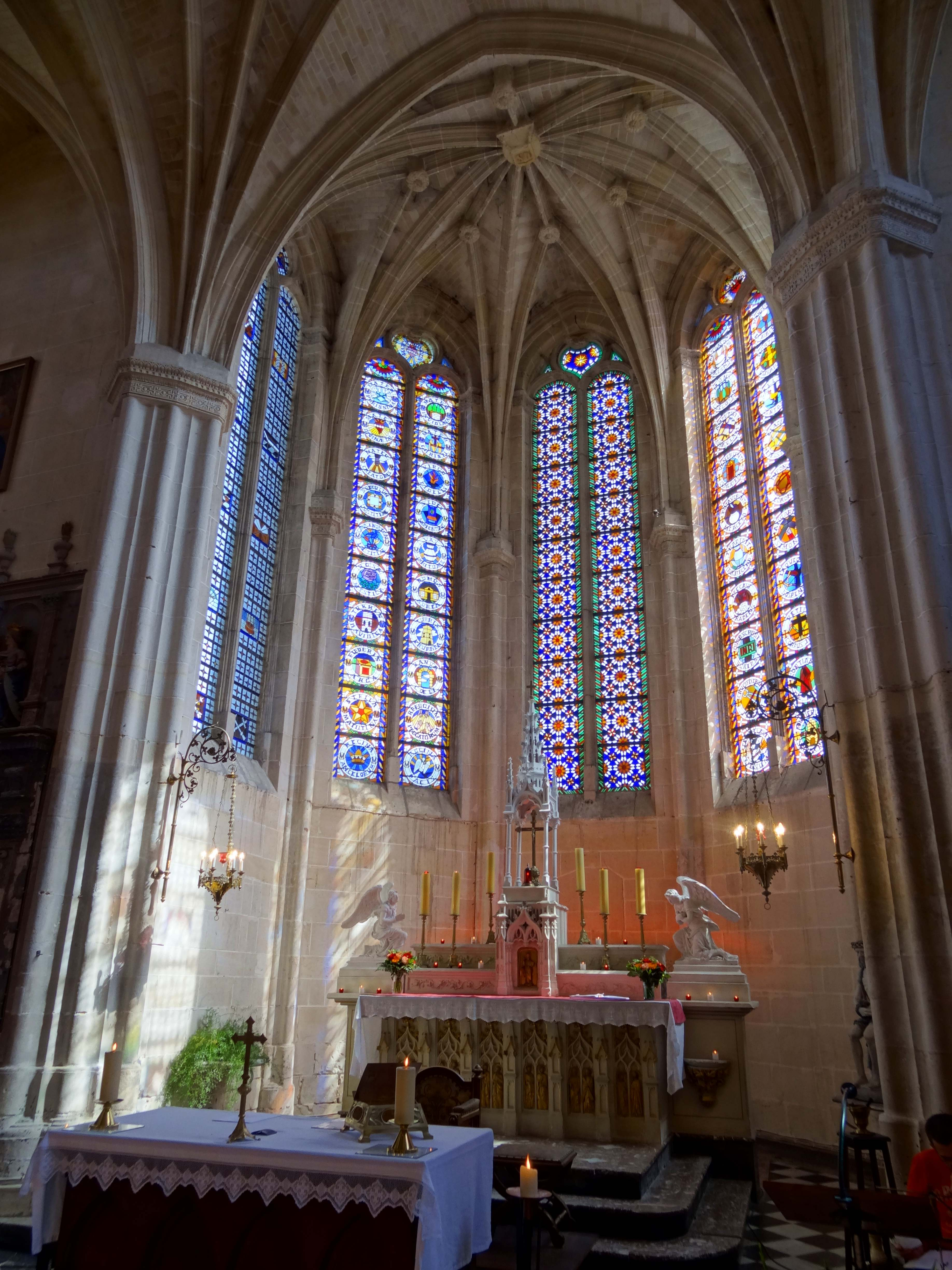
Le chœur et le maître-autel
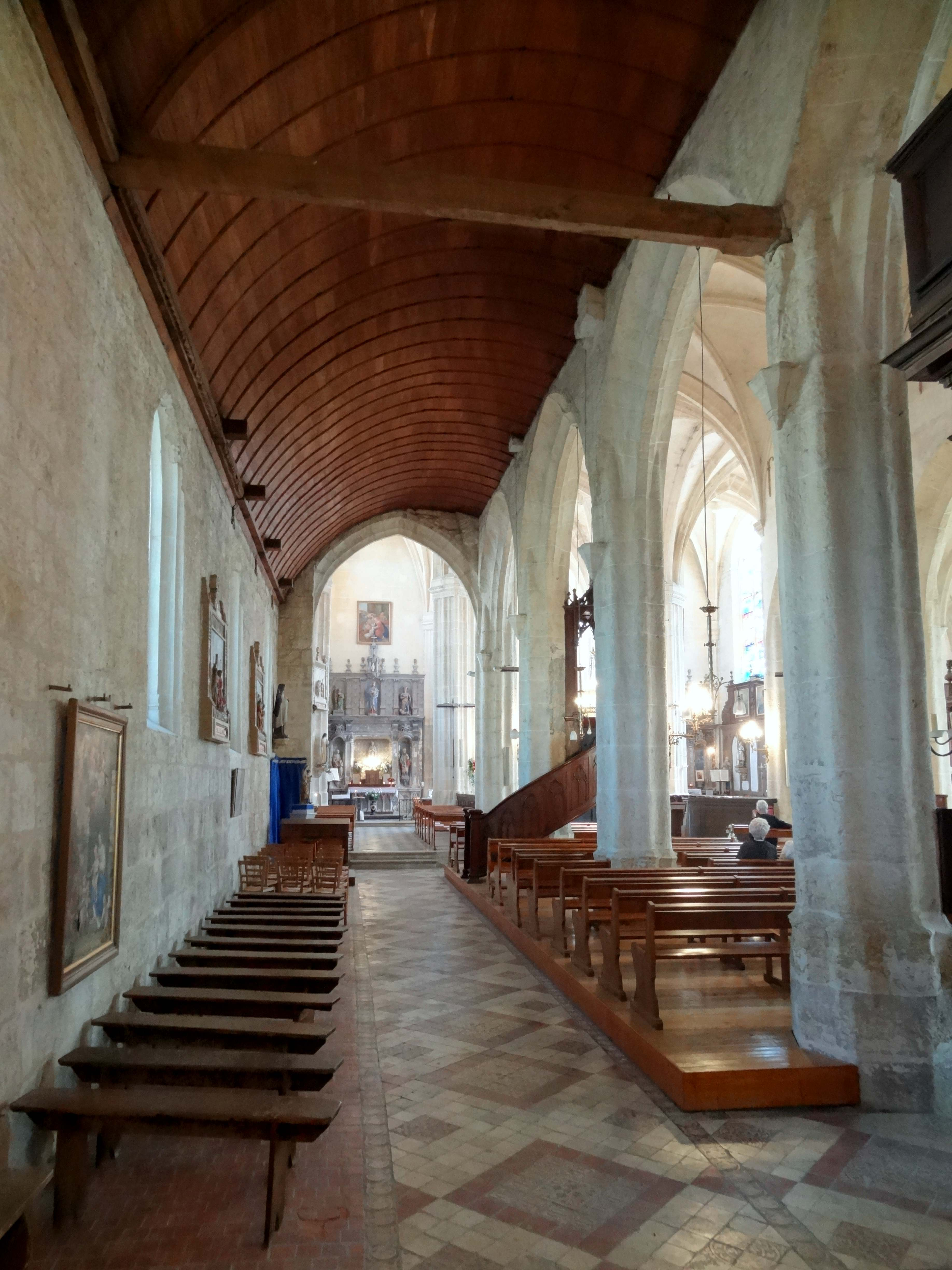
Bas-côté nord

On peut également signaler : 
- Nécropole nationale de Remy : La nécropole a été édifiée en 1921 et accueille les soldats tombés au combat, en particulier dans l'Oise (département) lors de la Bataille du Matz. On compte 1829 tombes de soldats français, 56 de victimes civiles et 6 de soldats de la Seconde Guerre Mondiale. A l'occasion du centenaire de l'armistice, la nécropole a été rénovée [64].
- Château de Remy[32]. Situé au nord du village, il a subsisté jusqu'en 1797. On retrouve des restes de remparts dans le village. La prévôté y tenait audience, elle était composée d'un procureur du roi, d'un prévôt et de deux avocats, d'un huissier et d'un greffier. Ce système a perduré jusqu'à la révolution. Lors de la guerre de 100 ans, il fut pris et repris par français et anglais. En 1588, pendant les guerres de religion, Charles d'Humières (1566-1595) , né à Ressons-sur-Matz et gouverneur de Compiègne, attaqua le château aux mains de la Ligue (les catholiques) avec deux canons et le reprit. Le château fut administré en 1560 par le père de Marie de Gournay, Guillaume de Jars. On notera quelques propriétaires illustres comme Charles III, duc de Bourbon et connétable de France et Pierre II, duc de Bourbon. Le château fut détruit à la Révolution et ses pierres servirent à remblayer les routes ou construire des maisons. Lors de fouilles en 1890, il a été découvert que le château avait été construit sur un ancien cimetière et qu'à un étage inférieur aux tombes avait été creusé des sièges rudimentaires. Le propriétaire y a trouvé des vases, attestant ici un foyer préhistorique.
- Manoir Saint-Charles : Manoir du XVIIe siècle qui a notamment appartenu à Carolus Barré, historien, c’est lui qui donnera cet aspect gothique au manoir le nom de Saint-Charles. Il écrira une histoire du château de Rémy et fera des fouilles avec son fils Louis Carolus Barré 1910/1993. Le manoir sera vendu avant la Seconde Guerre Mondiale. Il aurait ensuite appartenu à de la famille éloignée de Lino Ventura. Devenu un gîte puis laissé à l'abandon, il est de nouveau habité par un particulier.
- Le Clos-Bourdon : Appartenait au Marquis de Bellon de Turin. Le clos Bourdon s’appelait alors Château de la Tasche-Fresnel (nom de l’ancien centre équestre). Racheté par la famille de François-Louis Bourdon dit Bourdon de l’Oise en 1771, qui fut député pendant la révolution. C’était un des révolutionnaires les plus acharnés, du moins au début, puisque Bourdon de l’Oise était réputé pour son inconstance. Il s’opposa à Robespierre et fut un artisan de sa chute  Il est déporté à Cayenne en 1795 et il y meurt deux ans après. « Messieurs, en quelque lieu de la terre que vous vous trouviez, on vous plaindra, vous aurez des consolateurs ; mais Bourdon de l’Oise… ! » Une féculerie y est implantée en 1853 par Julien Auguste Bourdon. L'ensemble est ensuite transformé en distillerie en 1856 par Gustave Bourdon et une usine d'engrais en 1920. Il fut un centre équestre et laissé à l’abandon. Il sera détruit en 2026.

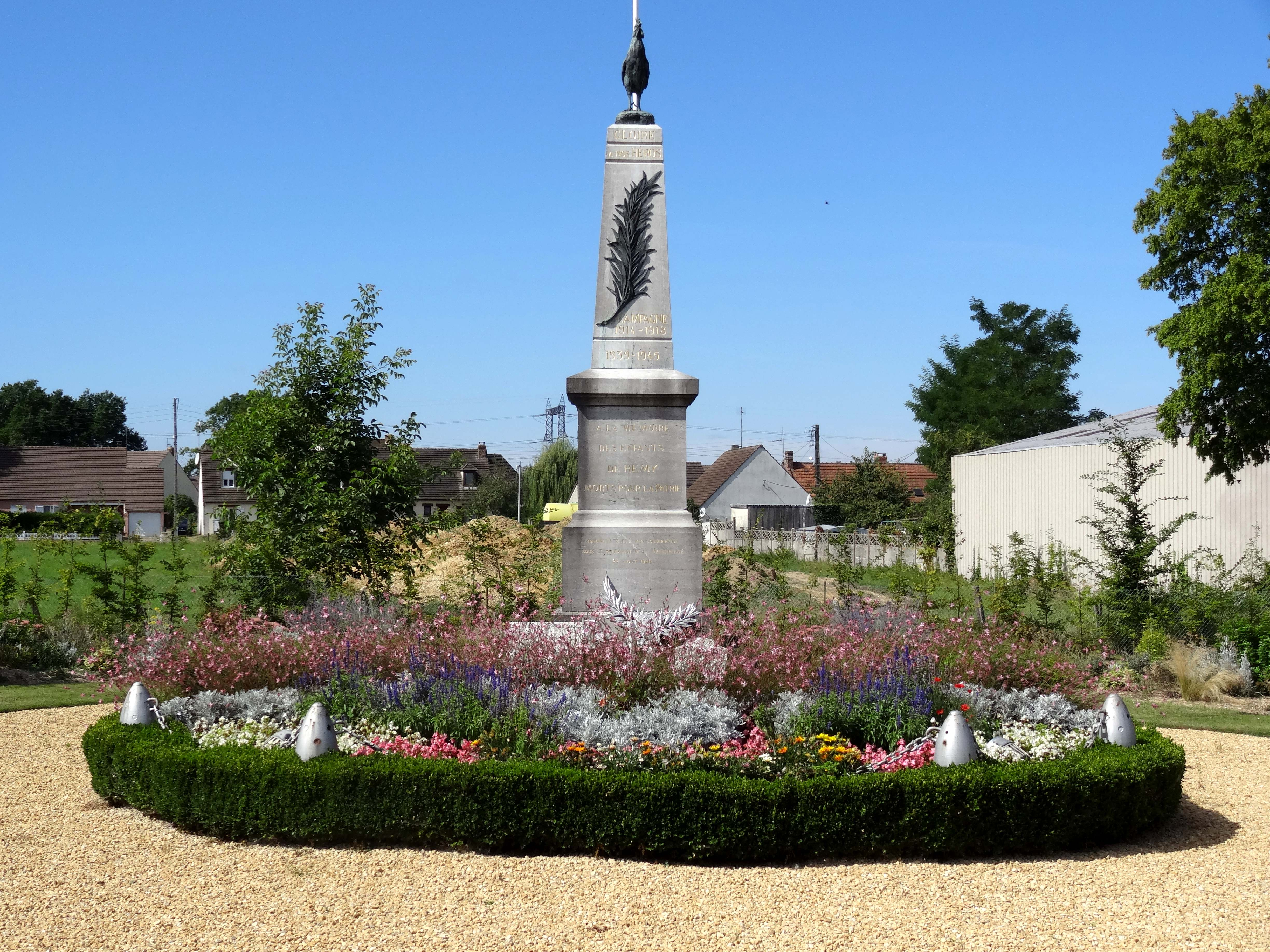
Monument aux morts, avenue de la Gare.

### Personnalités liées à la commune
- Philippe de Remy sire de Beaumanoir (vers 1215-1265), bailli du Gâtinais. Il publia plusieurs ouvrages, dont un roman courtois Jehan et Blonde, un récit imaginaire La Manekine. Il traite dans ses romans un idéal chevaleresque, où les valeurs morales sont finalement récompensées après bien des épreuves.
- Philippe de Beaumanoir (1250-1296) juriste, conseiller du roi, et auteur des premières Coutumes du Beauvaisis. C'est l'un premiers ouvrages de jurisprudence. Ces recueils de lois permettaient de rendre une meilleure justice, moins dépendante du pouvoir féodal. Il fut successivement bailli de Clermont, de Saintonge, de Vermandois, de Touraine, puis de Senlis. Il est le bâtisseur du château de l'abbaye royale du Moncel, où deux tours et une porte sont encore visibles. Les fondations ont été récemment dégagées.
- Abraham Ravaud, dit Abraham Remy (1600-1646), poète réputé en son temps. Ses œuvres majeures sont écrites en vers latins. À sa mort, il fit un legs important en faveur de la restauration et de l'embellissement de l'église de Remy. Une stèle en son hommage fut installée dans l'église mais fut en partie détruite à la révolution. Une impasse porte son nom dans le village.
- François-Louis Bourdon (1758-1799) était un très actif député de l'Oise pendant la Révolution française. Sa famille acheta la Tasche-Fresnel, manoir du village qui prendra le nom de ses propriétaires quelques années plus tard "Le Clos-Bourdon". Fervent révolutionnaire puis réactionnaire, participant à la chute de Maximilien de Robespierre, il fut déporté à Cayenne et y mourut.

### Jumelage
Le village est jumelé avec Lalling en Bavière depuis 2001 .

### Évènements culturels
- Deux brocantes ont lieu. L'une en avril et l'autre en octobre.
- Une Gratifoire se déroule en novembre.
- Un marché de Noël organisé par le comité de jumelage se déroule le premier week-end de décembre.
- Une manifestation sportive pour Octobre rose se déroule chaque mois d'octobre.
- La récolte du raisin mobilise les habitants du village en octobre depuis 2023[23].

### Équipements culturels
- Deux salles des fêtes situées à l'espace La Couture et boulevard de la gare.
- Une bibliothèque.

### Associations culturelles
- Familles rurales
- A.V.E.N.I.R : association pour la valorisation de l'environnement contre les nuisances dans les intérêts de Remy.
- Comité de jumelage Remy-Lalling.
- Comité des fêtes de Remy.
- Sauvegarde du patrimoine de Remy.
- Union nationale des combattants/Union nationale des combattants d'Afrique du Nord.

### Héraldique
| Armes de Remy | Créé au début des années 2000, Les armes de Remy se blasonnent ainsi : de sinople à la grande losange de gueules bordée d'or, chargée d'une quintefeuille du même, cantonnée de quatre merlettes d'argent, adossées deux à deux |